# Afonso I del Congo
Afonso I del Congo (Mbanza Congo, 1456 – Mbanza Congo, 1542/1543) è stato un re congolese.
Nato Mani Sunda, fu istruito dai portoghesi e ribattezzato Afonso. Fervente cattolico, diffuse il cristianesimo in Congo combattendo contro suo zio, l'animista Mani Pango. Fu manikongo (re) dal 1509 al 1542/1543.

## Biografia

### Gli anni prima dell'ascesa

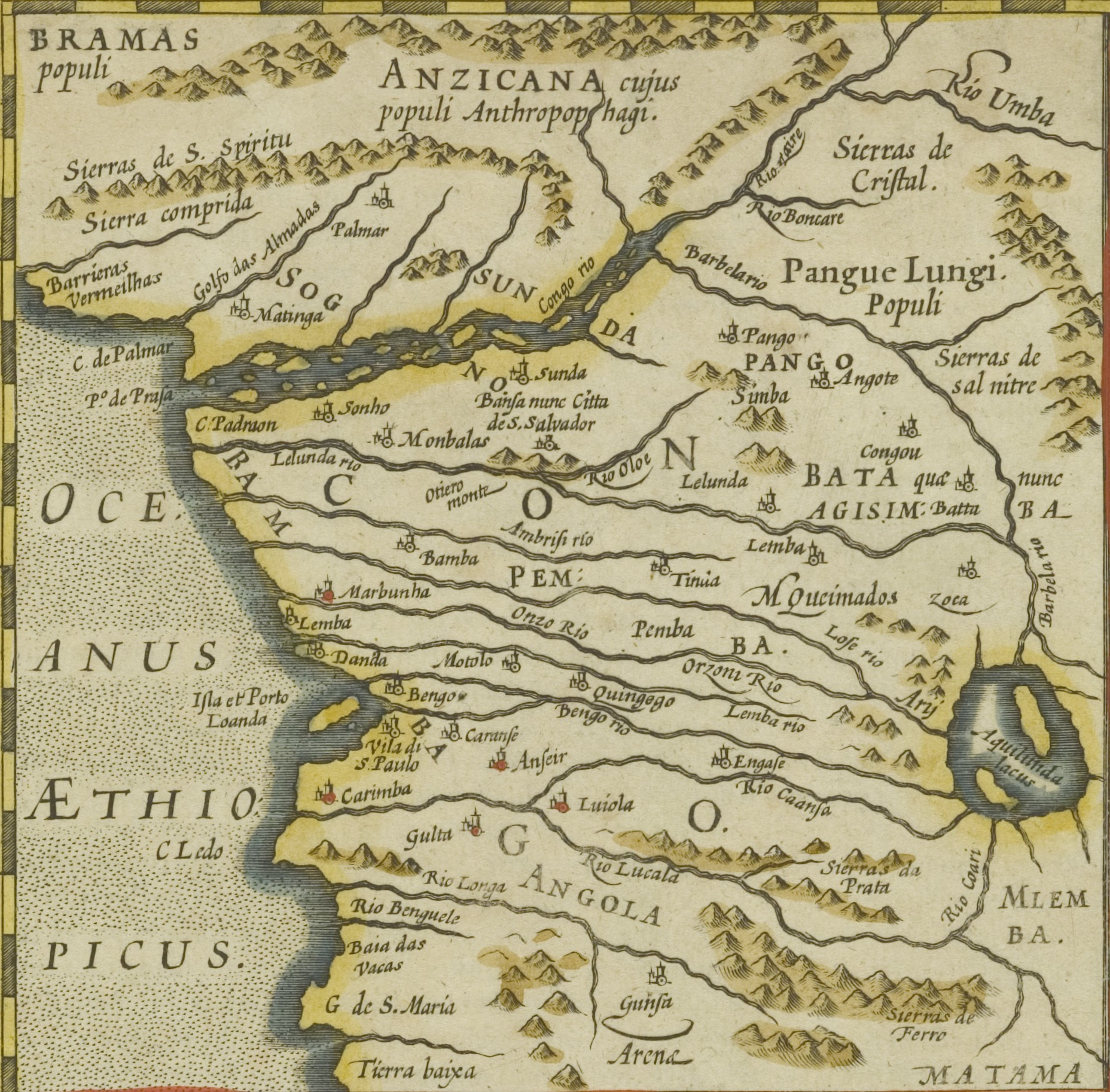
Regno del Congo in un'illustrazione di un mappamondo di Mercatore, XVII secolo

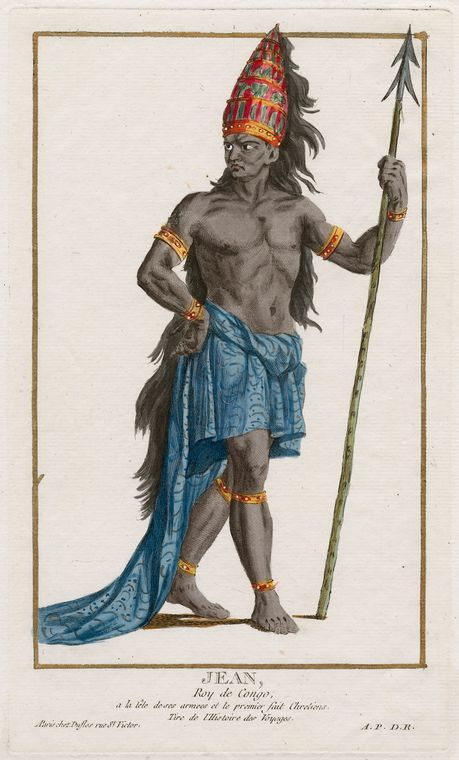
Giovanni I del Congo

Nato Mvemba a Nzinga, figlio di Manikongo (Mwene Kongo) (re) Nzinga a Nkuwu, più noto con il nome di battesimo di Giovanni I, quinto re della dinastia del Congo. Al tempo del primo sbarco dei portoghesi nel regno del Congo nel 1491, la capitale era Mbanza Kongo e Mvemba a Nzinga aveva già trent'anni ed era stato nominato governatore della provincia di Nsundi (a nord-est), ed era già stato predestinato erede al trono di suo padre. Preso in simpatia dai portoghesi, venne battezzato col nome di Alfonso dopo che anche suo padre decise di convertirsi al cristianesimo. Studiò dunque con insegnanti di lingua portoghese per dieci anni: le lettere di resoconto che i sacerdoti inviavano al re del Portogallo dipingono ancora oggi Alfonso come uno studente entusiasta di convertirsi al cristianesimo e di apprenderne i fondamenti. Attorno al 1495, Manikongo proclamò ufficialmente il cristianesimo come religione di stato e Alfonso accolse ufficialmente delegazioni di sacerdoti cattolici nella provincia di Nsundi. Con grande dispiacere di molti suoi compaesani in quest'epoca si impegnò a distruggere oggetti artistici e tradizionali della cultura congolese per non offendere la sensibilità dei cattolici portoghesi.

### L'ascesa al trono
Nel 1506 re Giovanni I (il nome prescelto da Nzinga a Nkuwu dopo la sua conversione al cristianesimo) morì, e altri potenziali rivali si fecero avanti per avere il controllo del regno. Il Congo era di norma una monarchia più elettiva che ereditaria e per questo Alfonso non aveva garantito il trono a prescindere, ma concorse a quella carica assistito dalla madre che si premurò di mantenere segreta la morte di Giovanni I e predispose che il figlio Alfonso si recasse nella capitale di Mbanza Congo per iniziare a raccogliere sostenitori. Pertanto quando la morte del re alla fine venne annunciata, Alfonso si trovava già in città.

#### La battaglia di Mbanza Congo
La più strenua opposizione alle pretese di Alfonso proveniva dal suo fratellastro Mpanzu a Kitima (o Mpanzu a Nzinga). Mpanzu si mosse immediatamente per creare un esercito nelle province con l'intento di marciare su Mbanza Kongo. L'aderenza di Alfonso al cattolicesimo era vista come un affronto alla cultura congolese stessa da parte dei tradizionalisti che vedevano in Mpanzu un migliore successione al trono. Lo scontro nella capitale fu inevitabile ma Alfonso ebbe la meglio e le cronache dell'epoca dipinsero questa vittoria come un miracolo: il cronista locale Paiva Manso riporta che, sebbene le armate di Mpanzu a Kitima fossero più numerose, egli dovette abbandonare il campo di battaglia terrorizzato dopo la celeste apparizione di San Giacomo il Maggiore e cinque cavalieri armati nel cielo, chiaro segno che Dio (e i portoghesi con lui) era dalla parte di Alfonso.
La storia, narrata in una lettera (oggi perduta) per mano dello stesso Alfonso, era ovviamente intrisa di allegoria. Ciò che è noto è che Mpanzu cadde in una trappola (sul modello di quelle in uso all'epoca, a buca nel terreno coperta di foglie con aghi acuminati all'interno) durante il ritiro del suo esercito o venne fatto giustiziare da Alfonso poco dopo la battaglia. I portoghesi apparentemente rimasero estranei alla battaglia né tanto meno i missionari presenti nel regno ne fecero menzione nelle loro lettere al re del Portogallo. Da quel momento in poi il cristianesimo divenne ancora più forte in Congo e lo stesso "miracolo" venne immortalato nello stemma del regno del Congo. Lo stemma era ancora in uso in Congo nel 1860.

### Il regno
Paradossalmente, ciò che più sappiamo della storia del Congo durante il regno di Alfonso è lui stesso a raccontarlo in una serie di lunghe lettere scritte in portoghese e inviate principalmente ai re Manuele I e Giovanni III. Le lettere, estremamente dettagliate, narrano anche alcuni aspetti interessanti dell'amministrazione del paese all'epoca, oltre a ribadire il comportamento generale o specifico degli ufficiali portoghesi in servizio in Congo.
Nel libro King Leopold's Ghost (1998), Adam Hochschild definì Alfonso come un "modernizzatore selettivo" dal momento che se da un lato accolse le innovazioni scientifiche europee e la chiesa cattolica, dall'altro si rifiutò di adottare il codice legislativo portoghese e vendere terra ai procacciatori d'affari. Difatti Alfonso ridicolizzò le Ordenações Manuelinas (il nuovo codice di leggi portoghesi) quando le lesse nel 1516, chiedendo all'emissario portoghese de Castro, "Qual è la punizione, Castro, per mettere un mio piede sulla terra?" evidenziando la complessità delle norme in esso contenute e talvolta la loro inutilità ai suoi occhi.

#### La conversione del Congo al cristianesimo
Alfonso è noto soprattutto per aver dato il via a un profondo e lungo tentativo di convertire il Congo al cattolicesimo, costituendolo dapprima come religione di stato e poi finanziandolo con la creazione di tasse apposite e scuole d'insegnamento. Al 1516 vi erano 1000 studenti nella scuola reale, e altre scuole delle province accolsero molti altri studenti, soprattutto tra gli appartenenti alle classi agiate. Alfonso inoltre vide la possibilità di creare una teologia appropriata per unire le tradizioni religiose della propria terra con quelle del cristianesimo. Studiò diversi libri teologici dell'epoca al punto, secondo quando riportato da Rui de Aguiar (il cappellano reale portoghese che lo seguiva in quest'opera) da portarseli a letto e da dormirci sopra. Per venire incontro a questa esigenza, Alfonso inviò diversi dei suoi figli e dei rampolli delle famiglie nobili del suo regno a studiare in Europa, tra cui appunto un suo figlio Henrique Kinu a Mvemba, che nel 1518 venne elevato allo status di vescovo titolare della diocesi di Utica, in Nord Africa, ma continuando a prestare servizio in Congo sino alla sua morte nel 1531.
Gli sforzi di Alfonso nella promozione della cultura occidentale e del cristianesimo ebbero diversi risvolti: l'aristocrazia congolese adottò nomi, titoli, stemmi e stili di vestiario tipici della cultura portoghese. I giovani della nobiltà vennero come già detto inviati in Europa per perfezionare la loro educazione. Le feste cristiane vennero promosse e osservate scrupolosamente, vennero erette chiese e gli artigiani locali si impegnarono nella creazione di oggetti di culto cristiani ritrovati ancora in uso dai missionari nel XIX secolo.
Significativo è il fatto che vennero costituite anche delle confraternite su imitazione delle pratiche cattoliche portoghesi, con processioni popolari dedicate a santi o alle confraternite stesse, oltre a raccogliere fondi per la chiesa congolese. Alcune di queste tradizioni sopravvivono ancora oggi in alcune comunità di ex schiavi presso Albany, a Pinkster.
Le motivazioni che spinsero Alfonso a dimostrarsi così propenso al cristianesimo sono ancora oggi dibattute dagli storici: alcuni dubitano dell'autenticità della fede del re congolese e sostengono che questa sua nuova fede fosse motivata dalla realtà economica e politica del suo tempo. Anche se questi argomenti appaiono discussi ancora oggi, quello che è chiaro è che la proclamazione del cristianesimo in Congo ebbe effetti notevoli e riavvicinò di molto il regno alla realtà europea.

#### La tratta degli schiavi
Nel 1526 Alfonso scrisse una serie di lettere al re del Portogallo condannando il comportamento violento assunto dalla popolazione portoghese nel suo regno e condannò pesantemente la tratta atlantica degli schiavi africani. Il sovrano giunse al punto di sostenere che i portoghesi assistevano i briganti del suo stato e illegalmente si preoccupavano di rapire le persone onde renderle schiave. I suoi sforzi per chiudere questo commercio si dimostrarono inutili e ancora una volta Alfonso fu costretto a cedere e alla fine stabilì la fondazione di una commissione governativa per determinare la legalità di tutte le persone schiavizzate e vendute.
Alfonso era un soldato determinato ed estese il controllo effettivo del Congo a sud. La sua lettera del 5 ottobre 1514 rivela delle connessioni tra gli uomini di Alfonso, i mercenari portoghesi al servizio del regno del Congo e la cattura e la vendita di schiavi.
Nel 1526 Alfonso scrisse due lettere sul fenomeno dello schiavismo al re del Portogallo, denunciando però ancora una volta l'ingerenza dei portoghesi nel suo regno e l'intensificazione dei loro traffici. In una di queste lettere scrisse:
"Ogni giorno gli schiavisti rapiscono membri del Nostro popolo - figli di questa terra, figli dei Nostri nobili e vassalli, persino persone della Nostra famiglia. Questa corruzione e depravazione sono così dilagate che la Nostra terra appare interamente spopolata. Necessitiamo nel Nostro regno solo sacerdoti e insegnanti, non mercanti, a meno che non siano di vino e di farina per il Nostro popolo. È Nostra volontà che questo regno non sia luogo di commercio o trasporto degli schiavi."
Alfonso riteneva che il commercio degli schiavi dovesse essere soggetto alle leggi del Congo e non a quelle del Portogallo.

### La morte
Sul finire della sua vita, i figli e nipoti di Alfonso iniziarono ad assicurarsi la loro successione e nel 1540 venne programmato un attentato alla sua vita che però terminò in un nulla di fatto. Morì alla fine del 1542 o all'inizio del 1543, lasciando suo figlio Pedro a succedergli. Anche se suo figlio venne ben presto detronizzato da un pronipote, Diogo (nel 1545), i suoi discendenti continuarono a regnare come re del Congo.